# André Fargues
Pour les articles homonymes, voir Fargues.
André Fargues, né à Oran en Algérie française le 2 juin 1929 et mort à Firminy le 6 août 2017, est un écrivain et un auteur français de roman policier. Il a utilisé à plusieurs reprises le pseudonyme d’André Saint-Briac.

## Biographie
Il quitte son Algérie natale en 1949 et s’installe à Paris où il réside pendant trente ans avant de déménager à Lyon où il achève sa carrière professionnelle dans une grande entreprise française de l’industrie chimique.  À la retraite, il s’installe brièvement en Auvergne avant d’élire domicile à Sarzeau dans le Morbihan.
Sa carrière littéraire se décline en deux temps. 
Au milieu des années 1960, il adopte le pseudonyme d’André Saint-Briac pour publier à Lyon un court roman d’espionnage et, entre 1968 et 1976, une rafale de neuf romans policiers dans la collection Le Masque.  L’un d’eux, Secrets de famille, remporte en 1971 le prix du roman d'aventures. Puis, André Fargues cesse de s’intéresser à son art et ne veut même plus entendre parler de cette période de sa vie.  
Ce n’est qu’une fois à la retraite que le goût d’écrire le reprend. Il fait alors paraître sous son patronyme trois romans régionaux et un ultime roman policier.

## Œuvre

### Romans
- Le Bois aux corbeaux, La Geneytouse, Éditions Lucien Souny, 1999 ; réédition, La Geneytouse, Éditions Lucien Souny, coll. Souny poche no 13, 2008
- La Dame de Mont Perdu, La Geneytouse, Éditions Lucien Souny, 2001
- Tijean, La Geneytouse, Éditions Lucien Souny, 2003

### Romans policiers

#### Signé Alain Fargues
- L’étang noir était rouge, Le Faouët, Liv'Éditions, coll. Liv’Poche no 70, 2007

#### Signés André Saint-Briac
- Le mort se venge, Paris, Librairie des Champs-Élysées, Le Masque no 1023, 1968
- Le mort accuse, Paris, Librairie des Champs-Élysées, Le Masque no 1056, 1969
- Le mort se trompe, Paris, Librairie des Champs-Élysées, Le Masque no 1083, 1969
- Le mort se porte bien, Paris, Librairie des Champs-Élysées, Le Masque no 1125, 1970
- Pour l’amour de l’art, Paris, Librairie des Champs-Élysées, Le Masque no 1132, 1970
- Secrets de famille, Paris, Librairie des Champs-Élysées, Le Masque no 1174, 1971
- La mort au bout du compte, Paris, Librairie des Champs-Élysées, Le Masque no 1351, 1974
- L’Énigme de la croix Sainte-Anne, Paris, Librairie des Champs-Élysées, Le Masque no 1411, 1976
- La Dernière Épreuve, Paris, Librairie des Champs-Élysées, Le Masque no 1452, 1976

### Roman d’espionnage signé André Saint-Briac
- Bonjour Philippines, Lyon, Librairie de la Cité, coll. Le Caribou no 83, [s.d.]

## Prix et récompenses
- Prix du roman d'aventures 1971 décerné à Secrets de famille

## Sources
- Jacques Baudou et Jean-Jacques Schleret, Le Vrai Visage du Masque, Volume 1, Paris, Futuropolis, 1984, p. 377.
- Anne Martinetti, Le Masque. Histoire d'une collection, Paris, Éditions Encrage, 1997, p. 92.